# タイムシフト
タイムシフト (time shifting, timeshifting) は、放送（インターネット放送を含む）されるコンテンツを、リアルタイムに視聴（ラジオの場合は聴取、以下同様）するのではなく、視聴者にとって都合のいい別の日時に視聴出来ること、もしくはその為に時間帯をずらして放送するなどのサービスのことである。ソニーの盛田昭夫による造語。

## 録画
家庭用VTRに始まる、各種の録画機器が利用される。
タイムシフトの普及により、テレビ番組というのは視聴者の方が編成や編集をする主体となる可能性がある。
録画での視聴は通常の視聴率には集計されず、タイムシフト視聴率に集計される。

## オンデマンド放送
- 放送局
  - NHKプラスとradikoでは1週間限定でアーカイブ配信を行っている。
  - NHKネットラジオ らじる★らじるでは、数週間限定で聴き逃し番組の配信サービスを行っている。
    - radikoでもNHKラジオは配信されているが、radikoはタイムフリー配信の対象外。
- ニコニコ生放送（リアルタイム動画配信サービス）
  - 終了後の番組をオンデマンドで視聴可能である。
  - 番組ごと・ユーザごとに配信の可否・配信期間（1週間～無期限）等に制限やバラつきがある。 
    - ユーザ個人配信・一部公式チャンネル…1週間～3週間
    - ニコニコニュース（記者会見・国会中継等）…無期限

蓄積型放送では、視聴しようとした過去の番組がサーバに録画されていない場合、オンデマンドでの視聴が可能なことがある。

## タイムシフトチャンネル
放送局自身が別のチャンネルで、本放送から一定時間遅れた放送を行うことである。
イギリスのITV、チャンネル4、チャンネル5のタイムシフトチャンネル「ITV +1」「Channel4 +1」「Channel5 +1」がその例である。